# 15718 Imokawa
15718 Imokawa este o planetă minoră (asteroid), cu un diametru de 5,486 km, din centura de asteroizi. A fost descoperită pe 30 ianuarie 1990 la Kushiro de Masanori Matsuyama⁠(d). 
Obiectul prezintă o orbită caracterizată de o semiaxă mare de 2,5921167 UAi, o excentricitate de 0,11, o înclinație de 11,14372 ° în raport cu ecliptica.